# Samogneux
Samogneux is een gemeente in het Franse departement Meuse in de regio Grand Est. De plaats maakt deel uit van het arrondissement Verdun.
De gemeente maakte deel uit van het kanton Charny-sur-Meuse tot dit op 22 maart 2015 werd opgeheven en Samogneux werd opgenomen in het op die dag gevormde kanton Belleville-sur-Meuse.

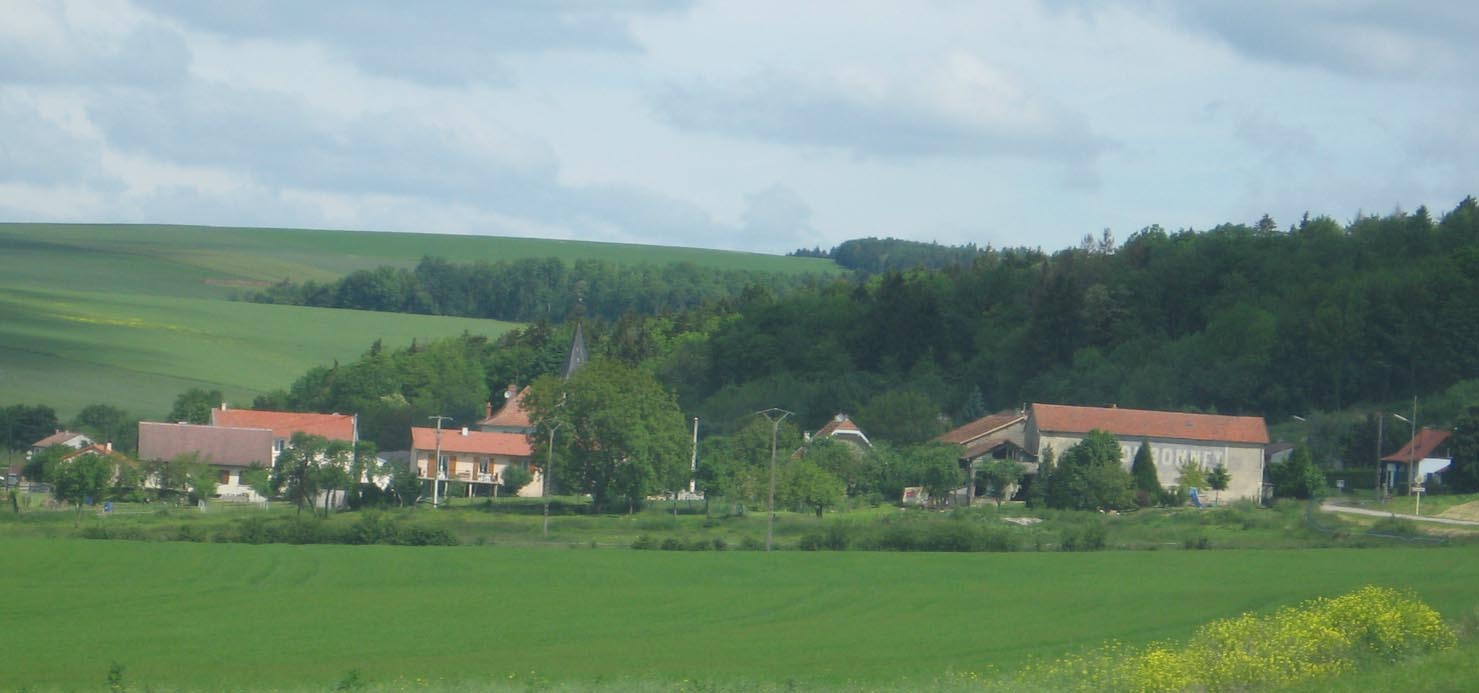
Samogneux

## Geografie
De oppervlakte van Samogneux bedraagt 6,3 km², de bevolkingsdichtheid is dus 11,9 inwoners per km².
De onderstaande kaart toont de ligging van Samogneux met de belangrijkste infrastructuur en aangrenzende gemeenten.

## Demografie
Onderstaande figuur toont het verloop van het inwonertal (bron: INSEE-tellingen).